# Mujer con...
Mujer con... (en polaco: Kobieta z...) es una película dramática de 2023 dirigida por Małgorzata Szumowska y Michał Englert. Trata sobre un joven de las provincias polacas que toma conciencia de su propia identidad transgénero y lucha por su libertad personal durante varias décadas. Mateusz Wieclawek y Małgorzata Hajewska-Krzysztofik comparten el papel principal.
La cinta fue seleccionada para competir por el León de Oro a la mejor película en el Festival de Cine de Venecia de 2023.

## Sinopsis
La historia abarca 45 años y comienza con el joven Adam, que vive con su familia en una ciudad polaca. Intenta ser un buen marido y padre, pero se siente cada vez más incómodo en su cuerpo, que no se corresponde con su verdadera identidad sexual. En el transcurso de la trama toma conciencia de su transexualidad y decide luchar por su libertad personal. Más tarde vive como mujer bajo el nombre de Anieli Wesoły. Al mismo tiempo, Polonia empieza a cambiar a lo largo de las décadas de 1970, 1980 y 1990.